# Ludwig Friedlaender
Pour les articles homonymes, voir Friedlander.
Pour les articles homonymes, voir Friedlaender.
Ludwig Henrich Friedlaender (également orthographié « Friedländer », Königsberg, 16 juillet 1824 – Strasbourg, 16 décembre 1909) est un philologue allemand.

## Biographie
Il étudie de 1841 à 1845 à l'Université de Königsberg, à celle de Leipzig et à l'Université Humboldt de Berlin. En 1847, il est devenu privatdozent de philologie classique à Königsberg, en 1856 professeur-assistant et en 1858 professeur.
Il prend sa retraite en 1892 à Strasbourg (alors dans l'Empire allemand), dont il est professeur honoraire de l'université.
Né juif, il se convertit au christianisme. Il est le père du chimiste Paul Friedlaender.
Il devient membre en 1841 du Hochhemia et en 1885 de la Burschenschaft Cheruscia Königsberg (de).

## Œuvres
Son œuvre principale est Darstellungen aus der Sittengeschichte Roms in der Zeit von August bis zum Ausgang der Antonine (3 vols., 1862–71; 6th ed., 1889–90). Cet ouvrage, considéré comme une des productions philologiques les plus notables du XIXe siècle, a été traduit en français, italien, espagnol, anglais et hongrois.
Autres publications de Friedländer :
- Nicanoris περὶ Ιλιακῆς Στιγμῆς Reliquiæ Emendatiores (1850);
- Ueber den Kunstsinn der Römer in der Kaiserzeit (1852);
- Aristonici Alexandrini περὶ Σημείων Ιλιάδος Reliquiæ Emendatiores (1853);
- Die Homerische Kritik von Wolf bis Grote (1853).
- Il a publié et annoté
  - Martial (2 vols., 1886) ;
  - de Pétrone, le Festin chez Trimalcion (avec traduction allemande, 1891) ;
  - les Satires de Juvénal (1895).